# Landverraad
Landverraad is een verzamelnaam van misdrijven waarbij de externe veiligheid van een land in gevaar wordt gebracht. Hieronder vallen onder meer het doorspelen van staatsgeheimen aan een vreemde mogendheid en het medewerking verlenen aan een vijand in oorlogstijd (collaboratie). Bij militairen wordt gesproken van militair verraad.
Iemand die tegen de staatsinrichting van zijn land is wordt soms ook als een landverrader beschouwd; bijvoorbeeld de communisten die tegen het Russische Keizerrijk waren. Op hun beurt werden royalisten die tegen het communistische regime waren door de communisten als landverraders gezien. Juridisch gezien is hier echter geen sprake van landverraad, eventueel wel van hoogverraad.

## Geschiedenis
Anton Mussert, leider van de NSB, en Léon Degrelle worden als de bekendste landverraders van respectievelijk Nederland en België beschouwd, omdat zij tijdens de Tweede Wereldoorlog met de bezetter samenwerkten, net als Anton van der Waals, die betrokken was bij het Englandspiel. Poncke Princen werd lange tijd als landverrader gezien omdat hij partij koos voor de Indonesische Nationalisten tijdens de politionele acties. Ook Willem Oltmans, die voor overdracht van Nieuw-Guinea aan Indonesië pleitte, werd destijds door velen als landverrader beschouwd.
In de loop van de geschiedenis worden de oordelen vaak bijgesteld; Oltmans werd aan het eind van zijn leven gerehabiliteerd; van Princen werd aan het eind van diens leven stilzwijgend erkend dat hij het morele gelijk aan zijn zijde had gehad. De Nederlandsche Unie werd door Loe de Jong verketterd, maar lijkt toch minder met de bezetter te hebben geheuld dan lange tijd werd gedacht. De Turkse schrijver Orhan Pamuk wordt in Turkije door velen als landverrader beschouwd wegens zijn standpunt over de Armeense Genocide.

## Historische en juridische interpretatie
Aangezien de historische en juridische interpretatie van het begrip landverraad sterk afhankelijk is van de belangen van de bepalende institutie, alsmede de verdere loop van de geschiedenis, behoeven lijstjes van landverraders en landverradende instanties enige voorzichtigheid. Intussen blijven er in een democratie als de Nederlandse niet te relativeren grenzen: de wetgeving aangaande de externe veiligheid van het land, het doorspelen van staatsgeheimen en collaboratie in oorlogstijd geldt voor eenieder.
Normaliter wordt de beschuldiging landverraad ook gebruikt voor degenen die afwijken van de vermeende wil van het volk. In Nederland kregen bijvoorbeeld Ebru Umar (door sympathisanten van Erdogan) en voorstanders van gekleurde pieten bij de Sinterklaasviering hiermee te maken.